# Colotis aurigineus
Colotis aurigineus is een vlindersoort uit de familie van de Pieridae (witjes), onderfamilie Pierinae.
Colotis aurigineus werd in 1883 beschreven door Butler.